# Яворское княжество
Яворское княжество или Герцогство Яуэр (пол. Księstwo jaworskie, чеш. Javorské knížectví, нем. Herzogtum Jauer) — силезское княжество со столицей в Яворе. 

## История
В 1273/1274 году князь силезский и легницкий Болеслав Рогатка выделил своему старшему сыну Генриху Брюхатому отдельный удел, в который входили города Явор, Болькув, Каменна-Гура, Любавка, Львувек-Слёнски и Свежава. В 1277 году в состав Яворского княжество вошел город Стшегом. 
После смерти Болеслава Рогатки в 1278 году Генрих V, ставший князем легницким, передал Яворское княжество своим братьям Болеславу Суровому и Бернарду Проворному. В 1281 году Болеслав Суровый выделил своему младшему брату Бернарду во владение Львувек-Слёнски. В 1286 году после смерти бездетного Бернарда Львувецкое княжество вернулось под власть его старшего брата Болеслава Сурового. В 1289 году Болеслав Суровый получил во владение от короля Чехии Вацлава II город Хелмско-Слёнске. В 1290 году за военную помощь, оказанную Генриху V Брюхатому в борьбе за вроцлавский престол, Болеслав Суровый получил во владение южные земли Вроцлавского княжества, в том числе Свидницу, Дзержонюв, Стшелин, Зембице и Зомбковице-Слёнске. С этого времени он стал именовать себя князем свидницко-яворским.
9 ноября 1301 года Болеслав Суровый скончался. Его владения разделили между собой его сыновья: Бернард, Болеслав и Генрих. В 1312 году между ними произошел первый раздел отцовских владений. Бернард стал князем в Свиднице, а Генрих — Явор. В 1322 году младшему брату Болеславу было выделено в отдельное княжество Зембице.

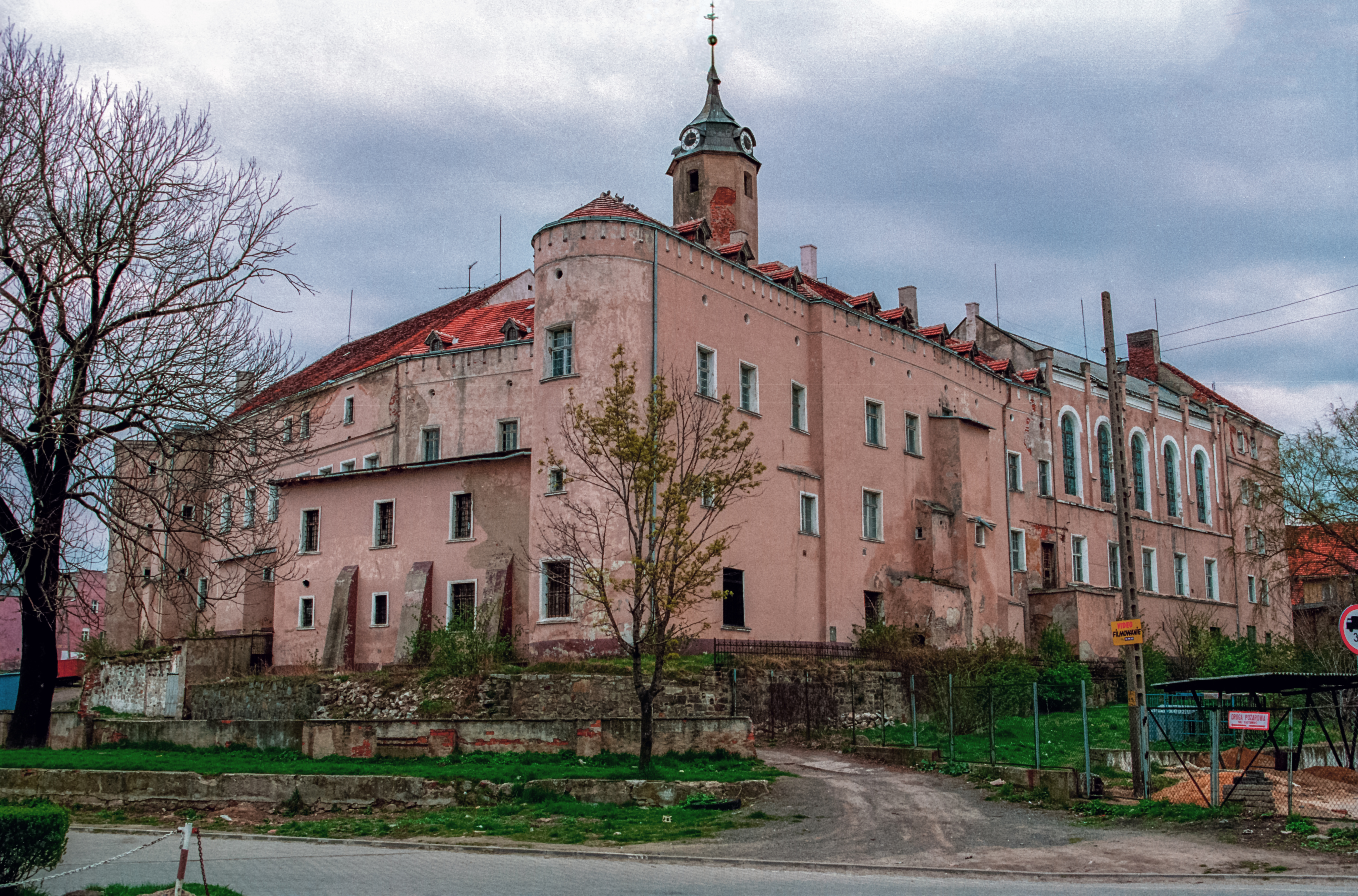
Княжеский замок в Яворе

В 1323 году Генрих Яворский вынужден был уступить Любушскую землю баварской династии Виттельсбахов. Еще в 1319 году Генрих Яворский захватил восточную Лужицу, на которую претендовали чешский король Иоганн Люксембургский и Виттельсбахи. Чешский король публично обвинял Генриха Яворского в попытке покушения на свою жизнь. Его агенты настраивали жителей Згожельца против князя Генриха. 3 мая 1329 года под давлением князь Генрих Яворский вынужден был заключить договор с Иоганном Люксембургским, отказался в пользу последнего от Згожельца и получил от короля Чехии в пожизненное владение Трутнов. За сохранение нейтралитета в войне 1336 году Генрих Яворский получил в лен Глогувское княжество. В 1345 году Генрих Яворский перешел на сторону короля Польши Казимира Великого.
В 1346 году после смерти Генриха, не имевшего детей, Яворское княжество унаследовал его племянник, Болеслав II Малый, старший сын князя Бернарда Свидницкого. 28 июля 1368 года Болеслав Малый скончался. После его смерти Свидницко-Яворским княжеством стала управлять его вдова Агнесса Австрийская (1321—1392), младшая дочь герцога Леопольда I Австрийского. После смерти Агнессы в 1392 году Свидницкое, Яворское и Львувецкое княжества вошли в состав Чешского королевства.

## Князья Яворские
| #                                                | Портрет | Имя (годы жизни)                                                            | Родители                                           | Годы правления | Примечания |
| ------------------------------------------------ | ------- | --------------------------------------------------------------------------- | -------------------------------------------------- | -------------- | --- |
| 1                                                |         | Генрих V Брюхатый (1245/1250 — 22 февраля 1296)                             | Болеслав II Рогатка Хедвиг Ангальтская             | 1273/1274-1278 | князь Легницкий (с 1278 по 1296 год), князь Вроцлавский (с 1290 по 1296 год) |
| 2                                                |         | Болеслав I Суровый (1252/1256 — 9 ноября 1301)                              | Болеслав II Рогатка Хедвиг Ангальтская             | 1278-1301      | князь Львувецкий (с 1278 по 1281 и с 1286 по 1301 год), князь Свидницкий (с 1291 по 1301 год) |
| 3                                                |         | Бернард Проворный (1253/12567— 25 апреля 1286)                              | Болеслав II Рогатка Хедвиг Ангальтская             | 1278-1281      | князь Львувецкий (с 1278 по 1286) |
| 4                                                |         | Бернард Свидницкий (1288/1291 — 6 мая 1326)                                 | Болеслав I Суровый Беатриса Бранденбургская        | 1301-1312      | князь Львувецкий (с 1301 по 1312 год), князь Свидницкий (с 1301 по 1326 год) |
| 5                                                |         | Генрих I Яворский (1292/1296 — 15 мая 1346)                                 | Болеслав I Суровый Беатриса Бранденбургская        | 1301-1346      | князь Львувецкий (с 1301 по 1346 год), князь Свидницкий (с 1301 по 1312 год), князь Глогувский (с 1337 по 1346 год) |
| 6                                                |         | Болеслав II Зембицкий (1300 — 11 июня 1341)                                 | Болеслав I Суровый Беатриса Бранденбургская        | 1301-1312      | князь Львувецкий (с 1301 по 1312 год), князь Свидницкий (с 1301 по 1322 год), князь Зембицкий (с 1322 по 1341 год) |
| 7                                                |         | Болеслав II Малый (1309/1312 — 28 июля 1368)                                | Бернард Свидницкий Кунигунда Польская              | 1346-1368      | князь Львувецкий (с 1346 по 1368 год), князь Свидницкий (с 1326 по 1368 год), князь Бжегский (с 1358 по 1368 год), князь Севежский (с 1359 по 1368 год), князь Глогувский (с 1361 по 1368 год), князь Сцинавский (с 1365 по 1368 год) |
| 8                                                |         | Агнесса Австрийская, жена князя Болеслава II Малого (1322 — 2 февраля 1392) | Леопольд I, герцог Австрийский Екатерина Савойская | 1368-1392      | Вдовий удел княгиня Львувецкая (с 1368 по 1392 год), княгиня Свидницкая (с 1368 по 1392 год) |
| В 1392 году вошло в состав земель Чешской короны |         |                                                                             |                                                    |                | |